# Zoom (oprogramowanie)
Zoom – oprogramowanie do wideokonferencji opracowane przez Zoom Technologies z San Jose.

## Charakterystyka
Darmowa wersja zapewnia usługę czatu wideo, która umożliwia jednoczesne korzystanie z maksymalnie 100 urządzeń, z 40-minutowym ograniczeniem czasowym w przypadku bezpłatnych kont, w których odbywają się spotkania dla trzech lub więcej uczestników. Użytkownicy mają możliwość uaktualnienia poprzez wykupienie abonamentu na jeden z jego płatnych planów – najwyższy pozwala na jednoczesną obsługę do 1000 osób, bez ograniczeń czasowych.

## Twórca Zoom
Spółkę Zoom Technologies założył w 2011 Eric Yuan, który wcześniej pracował w koncernie Cisco Systems nad środowiskami do pracy zdalnej. Zoom wystartował w 2013 roku. Po roku miał już 10 mln użytkowników, a w 2015 roku z jej usług korzystało już 56 tys. firm na całym świecie. W styczniu 2017 roku spółka została wyceniona przez inwestorów na miliard dolarów, co umieściło ją w gronie tzw. jednorożców – firm, których wycena osiąga co najmniej 1 miliard dolarów. W marcu 2019 roku Zoom Technologies zadebiutował na giełdzie NASDAQ.

## Podczas pandemii COVID-19
Podczas pandemii COVID-19 wywołanej przez wirusa SARS-CoV-2 nastąpił znaczny wzrost wykorzystania Zooma i podobnych produktów do pracy zdalnej i edukacji na odległość oraz relacji społecznych online. W 2020 roku w ciągu zaledwie trzech pierwszych miesięcy z Zooma skorzystało więcej osób niż w całym 2019 roku. Zaprezentowane przez producenta Zooma dane za maj, czerwiec i lipiec 2020 roku wskazują na 350% wzrost przychodów.

## Kontrowersje
Platforma była krytykowana za jej słabe zabezpieczenia, umożliwiające ataki hakerskie i wykradanie wrażliwych danych należących do użytkowników. Zarzucano jej też daleko posuniętą inwigilację oraz wskazywano, że firma do obsługi połączeń wykorzystuje chińskie serwery. Osoby na czołowych stanowiskach w firmie oskarżono o współpracę z władzami Chin.